# Lamprempis cucama
Lamprempis cucama är en tvåvingeart som beskrevs av Smith 1962. Lamprempis cucama ingår i släktet Lamprempis och familjen dansflugor. Inga underarter finns listade i Catalogue of Life.